# Ottocento (miniserie televisiva)
Ottocento è una miniserie televisiva italiana prodotta durante il periodo della paleotelevisione.
È uno sceneggiato in 5 puntate, tratto dal romanzo Ottocento di Salvator Gotta, trasmesso dal Programma Nazionale il 6 dicembre 1959 per successive quattro domeniche, per la regia di Anton Giulio Majano con Sergio Fantoni, Lea Padovani, Warner Bentivegna, Virna Lisi e Mario Feliciani. Ambientato nel 1859 - era stato infatti dedicato alle celebrazioni centenarie dell'Unità d'Italia - lo sceneggiato si basa sulle memorie del diplomatico piemontese Costantino Nigra, fedelissimo del Cavour.
I titoli di testa scorrono mentre un coro intona l'inno risorgimentale La bandiera dei tre colori.
Si fece notare anche per l'accurata ricostruzione di ambienti, arredi e abiti.
Di alcuni anni dopo (1967) è una sorta di spin-off di questa fiction televisiva, dedicata alla figura di Camillo Benso, conte di Cavour: Vita di Cavour, girato da Piero Schivazappa, con Renzo Palmer nei panni dello statista.